# روبرت راي (سياسي)
روبرت راي (بالإنجليزية: Robert Ray)‏ هو سياسي أسترالي، ولد في 8 أبريل 1947 بملبورن في أستراليا. حزبياً، نشط في حزب العمال الأسترالي. وقد انتخب وزير الدفاع ‏ (4 أبريل 1990 – 11 مارس 1996) وانتخب عضو مجلس الشيوخ الأسترالي ‏ عن دائرة فيكتوريا (1 يوليو 1981 – 5 مايو 2008).